# Hemisteptia lyrata
Hemisteptia lyrata Bunge ex Fisch. & C.A.Mey., 1836 è una specie di pianta della famiglia delle Asteraceae. Questa specie è anche l'unica del genere Hemisteptia Bunge ex Fisch. & C.A.Mey., 1836.

## Descrizione

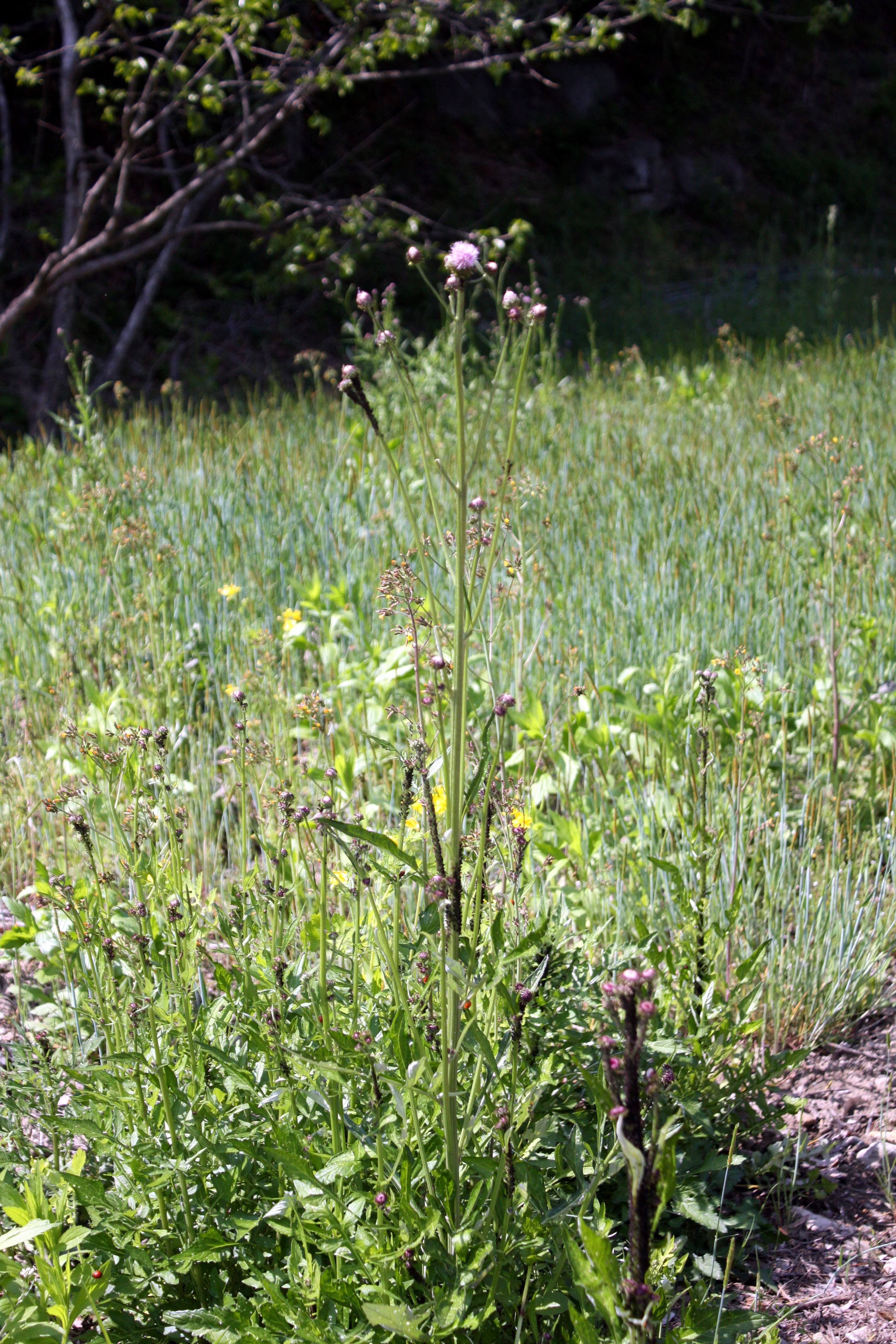
Il portamento

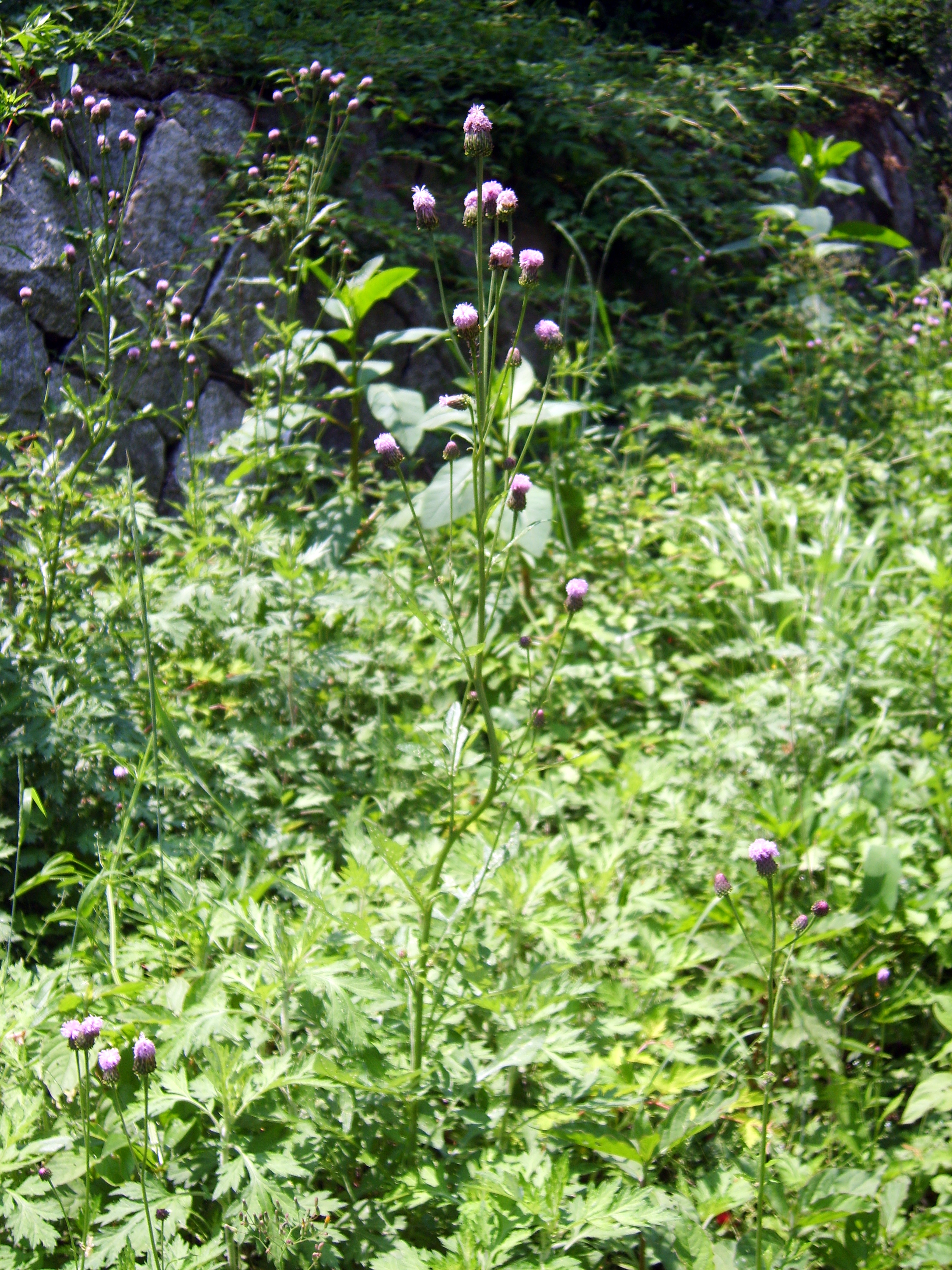
Le foglie

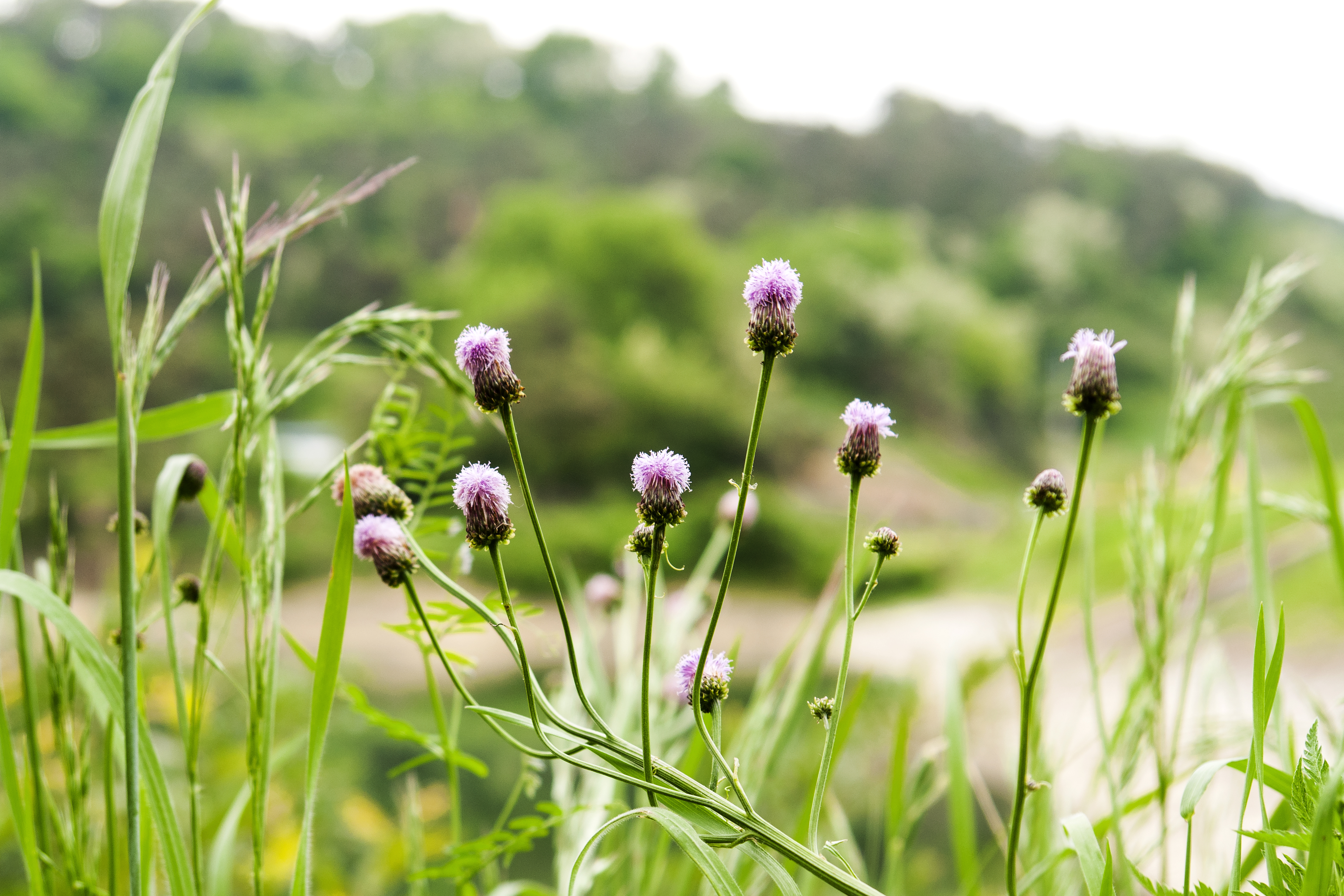
Infiorescenza

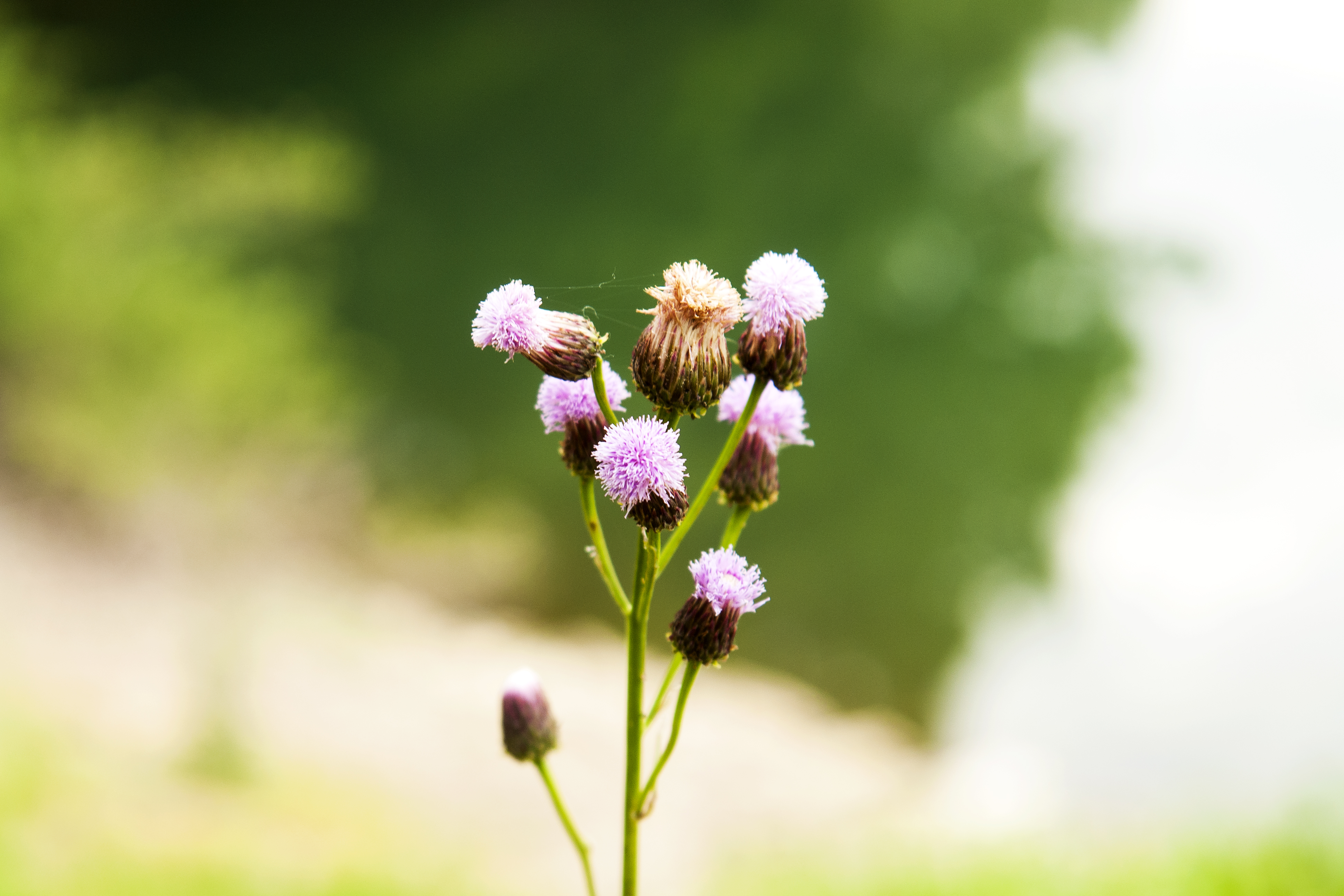
I fiori

Comprende piante erbacee annuali, non spinose. Nelle radici sono sempre presenti dei condotti resinosi, meno frequenti nelle parti aeree; mentre solamente nelle parti aeree sono presenti delle cellule latticifere.
Le foglie lungo il fusto sono disposte in modo alterno. La lamina è intera e semplice con forme da lanceolate a ovate.
Le infiorescenze sono composte da capolini in raggruppamenti più o meno corimbosi. I capolini contengono solo fiori tubulosi e sono formati da un involucro a forma da campanulata a emisferica composto da brattee (o squame) all'interno delle quali un ricettacolo fa da base ai fiori. Le squame dell'involucro, di tipo fogliaceo o membranoso, sono disposte su più serie in modo embricato; le brattee più esterne in posizione apicale hanno una cresta colorata di purpureo. Il ricettacolo a protezione della base dei fiori è provvisto di dense setole alveolate con forme subulate.
I fiori tubulosi sono tetra-ciclici (ossia sono presenti 4 verticilli: calice – corolla – androceo – gineceo) e pentameri (ogni verticillo ha 5 elementi). I fiori sono ermafroditi e actinomorfi.
- Formula fiorale:

- /x K {\displaystyle \infty }, [C (5), A (5)], G 2 (infero), achenio

- Calice: i sepali del calice sono ridotti ad una coroncina di squame.
- Corolla: la corolla, con lobi corti glabri, in genere è colorata di purpureo.
- Androceo: gli stami sono 5 con filamenti liberi, glabri e distinti, mentre le antere, provviste di appendici sagittate, lacerate o intere, sono saldate in un manicotto (o tubo) circondante lo stilo.[10]
- Gineceo: lo stilo è filiforme;  gli stigmi dello stilo sono due divergenti e brevi e troncati all'apice. L'ovario è infero uniloculare formato da 2 carpelli.

Il frutto è un achenio con un pappo. Gli acheni sono più o meno obovoidi e compressi lateralmente. Il pericarpo dell'achenio possiede delle sclerificazioni o coste radiali (da 10 a 16) spesso provviste di protuberanze. In posizione apicale è presente un anello crenulato. Il pappo, eteromorfico, formato da setole è inserito su una piastra apicale all'interno di una anello di tessuto parenchimatico. Le setole sono disposte su due serie: quella esterna è formata da piccole scaglie; quella interna da setole piumose basalmente connate in un anello.

## Biologia
- Impollinazione: l'impollinazione avviene tramite insetti (impollinazione entomogama).
- Riproduzione: la fecondazione avviene fondamentalmente tramite l'impollinazione dei fiori (vedi sopra).
- Dispersione: i semi cadendo a terra (dopo essere stati trasportati per alcuni metri dal vento per merito del pappo – disseminazione anemocora) sono successivamente dispersi soprattutto da insetti tipo formiche (disseminazione mirmecoria).

## Distribuzione
La specie di questa voce si trova in Asia (dall'India alla Cina) e in Australia.

## Tassonomia
La famiglia di appartenenza di questa voce (Asteraceae o Compositae, nomen conservandum) probabilmente originaria del Sud America, è la più numerosa del mondo vegetale, comprende oltre 23.000 specie distribuite su 1.535 generi, oppure 22.750 specie e 1.530 generi secondo altre fonti (una delle checklist più aggiornata elenca fino a 1.679 generi). La famiglia attualmente (2021) è divisa in 16 sottofamiglie.
La tribù Cardueae (della sottofamiglia Carduoideae) a sua volta è suddivisa in 12 sottotribù (la sottotribù Saussureinae è una di queste).

### Filogenesi
Le specie di questo genere in precedenti trattamenti erano descritte all'interno del gruppo informale (provvisorio da un punto di vista tassonomico) "Jurinea-Saussurea Group". In questo gruppo erano descritti principalmente quattro generi: Dolomiaea, Jurinea, Polytaxis e Saussurea. In seguito ad ulteriori ricerche e analisi di tipo filogenetico, allorquando il gruppo ha acquisito la sua denominazione definitiva di sottotribù, si sono aggiunti altri nuovi generi. Uno di questi è il genere di questa voce che in precedenza era descritto all'interno del genere Saussurea.
Nell'ambito della sottotribù questo genere occupa una posizione abbastanza centrale e con i generi Polytaxis e Saussurea formano un "gruppo fratello".

### Sinonimi
Alcuni sinonimi per questa specie:
- Aplotaxis australasica F.Muell.
- Aplotaxis bungei  DC.
- Aplotaxis carthamoides  DC.
- Aplotaxis multicaulis  DC.
- Cirsium lyratum  Bunge
- Cnicus carthamoides  Wall.
- Cnicus multicaulis  Wall. ex DC.
- Hemisteptia carthamoides  (DC.) Kuntze
- Hemisteptia lyrata f. alba  M.H.Lee
- Hemisteptia lyrata f. nivea  Asai
- Saussurea affinis  Spreng. ex DC.
- Saussurea bungei  Benth. & Hook.f. ex Franch. & Sav.
- Saussurea carthamoides  Buch.-Ham. ex DC.
- Saussurea lyrata  Franch.
- Saussurea stricta  Spreng. ex DC.
- Serratula carthamoides  Buch.-Ham. ex Roxb.
- Serratula multicaulis  Wall.